# Славутич
Славутич (укр. Славутич) је градић у Украјини, у Кијевској области. Према процени из 2012. у граду је живело 24.726 становника.

## Историја
Градић је изграђен 1986. убрзо након Чернобиљске катастрофе да се сместе радници електране Чернобиљ и њихове породице које су евакуисане из Припјата. На економску и друштвену ситуацију места и даље велики утицај имају електрана и друге инсталације чернобиљске зоне јер је већина становника била запослена или је још увек запослена тамо.

## Становништво
Према процени, у граду је 2012. живело 24.726 становника.
| 1989.  | 2001.  | 2012.  |
| ------ | ------ | ------ |
| 11.364 | 24.402 | 24.726 |